# Paul Volkmann (Physiker)
Paul Oscar Eduard Volkmann, auch Paul Oskar Eduard Volkmann (* 12. Januar 1856 in Bladiau, Kr. Heiligenbeil, Ostpreußen; † 15. April 1938 in Königsberg) war ein deutscher Physiker, Mathematiker und Rektor der Universität Königsberg.

## Leben
Volkmann wurde als Sohn eines evangelischen Geistlichen geboren. Er studierte ab 1875 Mathematik und Physik an der Universität Königsberg, wo er 1880 promoviert wurde. Ab 1880 war Volkmann in Königsberg als Assistent von Woldemar Voigt tätig. Volkmann habilitierte sich 1882 in Königsberg und wurde 1886 zum außerordentlichen Professor ernannt. Gleichzeitig wurde er Direktor des Mathematisch-Physikalischen Laboratoriums und des Mathematisch-Physikalischen Seminars der Universität Königsberg. 1894 wurde Volkmann ordentlicher Professor für Physik an der Universität Königsberg. Im Amtsjahr 1907/08 wurde er zum Rektor der Universität Königsberg gewählt. 1924 trat er in den Ruhestand.
Seine Tochter war die Grafikerin Anna Richter.

## Werke
- Vorlesungen über die Theorie des Lichtes, unter Rücksicht auf die elastische und die elektromagnetische Anschauung, Teubner, Leipzig 1891.
- Franz Neumann *11. Sept. 1798, +23. Mai 1895. Ein Beitrag zur Geschichte deutscher Wissenschaft, Teubner, Leipzig 1896.
- Die Subjektivität der physikalischen Erkenntnis und die psychologische Berechtigung ihrer Darstellung. Rede bei Übergabe des Rektorates der Königlichen Albertus-Universität in Königsberg i. Pr. am 12. April 1908, Veit, Leipzig 1908.
- Die materialistische Epoche des neunzehnten Jahrhunderts und die phänomenologisch-monistische Bewegung der Gegenwart, Teubner, Leipzig/Berlin 1909.
- Fähigkeiten der Naturwissenschaften und Monismus der Gegenwart, Teubner, Leipzig/Berlin 1909.
- Erkenntnistheoretische Grundzüge der Naturwissenschaften und ihre Beziehungen zum Geistesleben der Gegenwart, 2. Aufl., Teubner, Leipzig/Berlin 1910.
- Die Eigenart der Natur und der Eigensinn des Monismus, Teubner, Leipzig/Berlin 1910.
- Einführung in das Studium der theoretischen Physik, insbesondere in das der analytischen Mechanik, 2. Aufl., Teubner, Leipzig/Berlin 1913.
- Fragen des physikalischen Schulunterrichts, Teubner, Leipzig/Berlin 1913.